# Pereiro (Pinhel)
Pereiro é uma povoação portuguesa do Município de Pinhel que foi sede da extinta Freguesia de Pereiro, freguesia que tinha 30,06 km² de área e 150 habitantes (2011), e, por isso, uma densidade populacional de 5 hab/km².
A Freguesia de Pereiro foi extinta (agregada), no âmbito da última reorganização administrativa do território das freguesias, de acordo com a Lei nº 11-A/2013 de 28 de Janeiro, tendo o seu território sido agregado ao da Freguesia de Vale de Madeira para constituir a Freguesia de Alto do Palurdo com sede em Pereiro.

## População
| Totais e grupos etários | Totais e grupos etários | Totais e grupos etários | Totais e grupos etários | Totais e grupos etários | Totais e grupos etários | Totais e grupos etários | Totais e grupos etários | Totais e grupos etários | Totais e grupos etários | Totais e grupos etários | Totais e grupos etários | Totais e grupos etários | Totais e grupos etários | Totais e grupos etários | Totais e grupos etários |
| ----------------------- | ----------------------- | ----------------------- | ----------------------- | ----------------------- | ----------------------- | ----------------------- | ----------------------- | ----------------------- | ----------------------- | ----------------------- | ----------------------- | ----------------------- | ----------------------- | ----------------------- | ----------------------- |
|                         | 1864                    | 1878                    | 1890                    | 1900                    | 1911                    | 1920                    | 1930                    | 1940                    | 1950                    | 1960                    | 1970                    | 1981                    | 1991                    | 2001                    | 2011                    |
|                         | 494                     | 541                     | 515                     | 553                     | 574                     | 478                     | 510                     | 568                     | 648                     | 657                     | 535                     | 345                     | 262                     | 190                     | 150                     |
| i)                      |                         |                         |                         |                         |                         |                         |                         |                         |                         |                         |                         |                         |                         | 9                       | 12                      |
| ii)                     |                         |                         |                         |                         |                         |                         |                         |                         |                         |                         |                         |                         |                         | 25                      | 6                       |
| iii)                    |                         |                         |                         |                         |                         |                         |                         |                         |                         |                         |                         |                         |                         | 78                      | 56                      |
| iv)                     |                         |                         |                         |                         |                         |                         |                         |                         |                         |                         |                         |                         |                         | 78                      | 76                      |

```
i)
 0 aos 14 anos;
 ii)
 15 aos 24 anos; 
iii)
 25 aos 64 anos; 
iv)
 65 e mais anos	
```

## Património
- Igreja Matriz do Menino Jesus;
- Capela de Gamelas;
- Lagareta no Alto de Palurdo
- Sítio arqueológico medieval dos Sapateiros
- Necrópole na Senhora da Ajuda, Lagar e sepulturas escavadas na rocha

## Pontos de Interesse
- Praia fluvial na margem do rio Côa